# Riverside (Nevada)
Riverside es un área no incorporada localizada en el condado de Clark, Nevada, Estados Unidos.
Se encuentra al lado del río Virgen, cerca Bunkerville y Mesquite; la ciudad es accesible a través de la ruta Estatal de Nevada 170, que conecta las tres ciudades.